# Neoathyreus biceps
Neoathyreus biceps es una especie de coleóptero de la familia Geotrupidae.

## Distribución geográfica
Habita en Cuba, Andros (Bahamas) y Haití.